# Инуиннактун
Инуиннактун (самоназвание: Inuinnaqtun [inuinːɑqtun]) — язык, на котором говорят эскимосы, проживающие в Северо-Западных территориях и Нунавуте (Канада).  

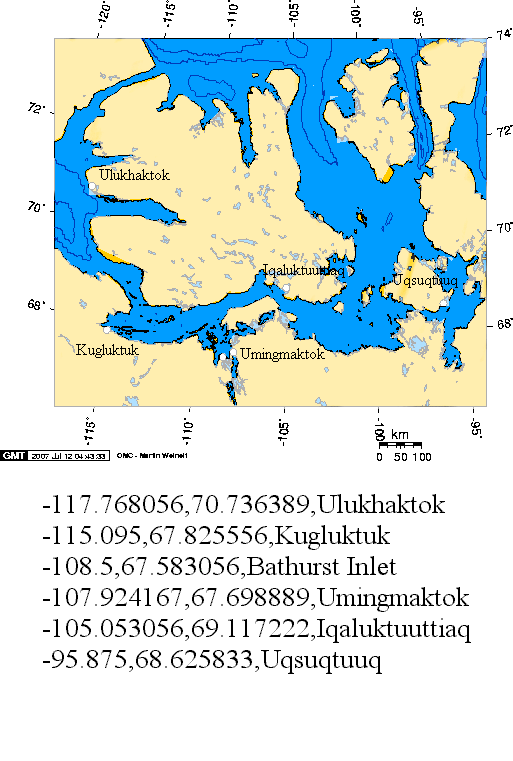
Распространение носителей языка. Это пограничная территория Нунавута и Северо-Западных территорий

Число носителей языка — не более 2 тыс. чел. 
Инуиннактун — один из официальных языков Северо-Западных территорий и Нунавута (исходя из Постановления Сената Канады от 11 июня 2009 г.).

## Генеалогическая и ареальная информация
Вопрос классификации языка инуиннактун, а также проблема «язык или диалект» представляют собой значительное поле для дискуссий. Классификация из «The Oxford Handbook of Ergativity» (автор главы — Ричард Комптон, крупнейший исследователь инуитских языков) и PhD Julien Carrier (Университет Торонто, 2021). 
- эксимосско-алеутская семья
  - эксимосская ветвь
    - инуитская группа
      - западно-канадский инуитский язык (западный инуктитут, западно-канадский инуит)
        - инуиннактун — остров Виктория и прилегающий берег (2 тыс. чел.); в том числе диалекты кангирьюармиутун, куглуктук, батруст и диалект Кеймбридж-Бей

Стоит отметить, что ряд исследователей и носители этого языка склонны считать его отдельным языком.

## Социолингвистическая информация
Число носителей языка инуиннактун, по разным оценкам, составляет от 600 до 2000 человек. Сообщается, что язык исчезнет в течение двух поколений. В последние годы началось активное возрождение инуиннактуна: в первую очередь, им занимается сообщество «Kitikmeot Heritage Society».
Благодаря этому сообществу выпускается подкаст «Inuinnaujugut / We Are Inuinnait»; издаётся публицистика и детская литература параллельно на французском, английском языках и инуиннактуне; был создан языковой корпус. Также в открытом доступе есть большое количество антропологических материалов. 
1 февраля 2022 года Microsoft объявил о поддержке инуиннактуна своими системами онлайн-перевода.

## Типологическая характеристика

### Тип (степень свободы) выражения грамматических значений
Язык инуиннактун полисинтетичен. Рассмотрим пример слова-предложения.
[Lowe 1985: 18]
umingmakhiuriaqtuqatigitqilimaiqtara
umingmak-hiu-riaqtu-qati-gi-tqi-limaiq-ta-ra 
muskox-hunt-go in order to-partner-have as-again-will no more-DECL.TR-1SG.3SG

«Я больше не пойду с ним охотиться на овцебыков»

### Характер границы между морфемами
Язык является скорее флективным: большинство грамматических аффиксов выражают несколько грамматических значений.
 irnira aappamnik attiqtara
irni-ra aappa-mnik attiq-ta-ra
сын-POSS.1SG(ABS.SG) отец-POSS.1SG.TERM.SG назвать-DECL.TR-1SG.3SG 

«Я назвал моего сына в честь своего отца» 
Также язык можно считать флективным, так как в нём есть большое количество сандхи. 
Вот пример морфонологических чередований при образовании форм единственного, двойственного и множественного чисел абсолютива разных лексем:
|        | Ед. ч. | Дв. ч. | Мн. ч. |
| ------ | ------ | ------ | ------ |
| дом    | iglu   | igluk  | iglut  |
| карибу | tuktu  | tuktuk | tuktut |
| ухо    | hiun   | hiutik | hiutit |
| день   | ubluq  | ubluk  | ublut  |
| рука   | taliq  | tallak | talrit |

Доказательством флективности языка инуиннактун могут служить в том числе окончания терминалиса в трёх числах: mun (Ø + un), ngnun (k + un), nun (t + un) — iglumun, iglungnun, iglunun.

### Тип маркирования в посессивной именной группе и предикации
Притяжательность местоимений выражена суффиксами к обладаемому: например,
|               | мой    | наш (дв. ч.) | наш (мн. ч.) |
| ------------- | ------ | ------------ | ------------ |
| дом (абс. п.) | igluga | iglukpuk     | iglukput     |

Маркирование в сочетаниях, где обладатель и обладаемое выражены именами, — двойное. 
tuktum niaqua
tuktu-m niaqu-a
карибу-REL.SG голова-PSSM.SG(ABS.SG)

«голова карибу»
Локус маркирования в предикации — двойной. 
Emiliup Richard takuyaa
Emili-up Richard taku-ya-a
Эмили-ERG.SG Ричард(ABS.SG) видеть-DECL.TR-3SG.3SG.

«Эмили видела Ричарда»

### Тип ролевой кодировки
Тип ролевой кодировки — эргативно-абсолютивная.
Субъект при переходном глаголе в форме эргатива, объект — в форме абсолютива.
 Emiliup Richard takuyaa
Emili-up Richard taku-ya-a
Эмили-ERG.SG Ричард(ABS.SG) видеть-DECL.TR-3SG.3SG.

«Эмили видела Ричарда»
Субъект в роли агенса при непереходном глаголе — в форме абсолютива.
 Kunak aiyuq
Kunak ai-yu-q
Кунак(ABS.SG) прийти домой-DECL.INTR-3SG

«Кунак пришёл домой»
Субъект в роли пациенса при непереходном глаголе — в форме абсолютива.
 Qinmiik iqhiyuk
Qinmi-ik iqhi-yu-k
собака-ABS.DU быть напуганным-DECL.INTR-3DU

«Две собаки напуганы»

## Морфология

### Местоимение
В инуиннактуне существует большое количество указательных местоимений со значением места, их число отличается в разных диалектах. 
Список местоимений диалекта кангирьюармиутун:
1. una — «этот, что прямо здесь» (для небольших предметов, на которые можно указать);
2. hamna — «этот, что прямо здесь» (для предметов, на которые указать нельзя, например, на реку, потому что мы видим только её часть);
3. taamna — «тот, что прямо здесь» (если объект или человек, о котором идет речь, находится в зоне, удаленной от говорящего, но примерно на одном уровне с ним, виден и на него можно указать);
4. kanna — «тот, что снизу» (если объект или человек, о котором идет речь, находятся в области под говорящим);
5. pingna — «тот, что сверху» (если объект или человек, о котором идет речь, находятся в области над говорящим и на него можно указать);
6. pangna — «тот, что сверху» (если объект, о котором идет речь, находятся в области над говорящим и на него нельзя указать, например, летящий самолёт или птица);
7. qamna — «тот, что внутри» (если говорящий снаружи);
8. qangna — «тот, что снаружи» (если объект виден говорящему);
9. qakimna — «тот, что снаружи» (если объект не виден говорящему);
10. angna — «тот, кто через» (если объект или лицо, о которых идет речь, расположены через реку, дорогу и т. д.);
11. ingna — «тот» (если объект или лицо, на которое ссылаются, находятся в зоне, удалённой как от говорящего, так и от адресата);
12. imna — «тот, который находится в отдалённом месте или времени; тот, чьё имя не приходит на ум» (1. если человек или объект, на который ссылаются, находится в области, невидимой для говорящего, или если человек, на которого ссылаются, неизвестен говорящему, мёртв или давно отсутствует; 2. для обозначения кого-то или чего-то, чье имя на мгновение забывается говорящим);
13. ungna — «тот, что у двери, на крыльце» (если объект или лицо, о котором идет речь, находятся у выхода, у двери или на крыльце жилого помещения);
14. unna — «тот, что на берегу моря» (если объект или человек, о котором идет речь, находится в районе на берегу моря, не виден говорящему и, следовательно, на него нельзя указать)
15. awamna — «тот, что вдалеке» (если объект или человек, о котором идёт речь, находятся на расстоянии, но всё же виден).

## Синтаксис

### Базовый порядок слов
Порядок слов ведущим исследователям представляется свободным. Порядок слов не несёт смысловой нагрузки из-за обилия аффиксов. 
 havingma ipua navikhimayuq 
having-ma ipu-a navik-hima-yu-q 
нож-REL.SG.1SG ручка-PSSM.SG(ABS.SG) ломать-находиться в состоянии, когда вы подверглись определенному действию-DECL.INTR-3SG

«Ручка моего ножа сломана»

## Фразы на языке инуиннактун
| Русский язык                           | Инуннактун           | Произношение           |
| -------------------------------------- | -------------------- | ---------------------- |
| «До свидания»                          | Ublaakun             | /ublaːkun/             |
| «Доброе утро»                          | Ublaami              | /ublaːmi/              |
| «Как дела? / Как ты? / Как поживаешь?» | Qanuritpin           | /qanuɢitpin/           |
| «У меня всё отлично / замечательно»    | Naammaktunga         | /naːmːatuŋa/           |
| «У меня всё хорошо / Я в порядке»      | Nakuyunga            | /nakujuŋa/             |
| «Что насчёт тебя?»                     | Ilvittauq            | /ilvitːauq/            |
| «Что ты делаешь? / Чем ты занят?»      | Huliyutin?           | /hulijutin/            |
| «Что ты собираешься делать?»           | Huliniaqpin?         | /huliniaqpin/          |
| «Я не собираюсь ничего делать»         | Huliniahuanngittunga | /huliniahuanŋitːuŋa/   |
| «Я люблю тебя»                         | Piqpagiyagin         | /piqpagijagin/         |
| «Я не знаю»                            | Nauna                | /nauna/                |
| «Да»                                   | Ii                   | /iː/                   |
| «Нет»                                  | Imannaq              | /imanːaq/              |
| «Кто ты такой?»                        | Kinauvin?            | /kinauvin/             |
| «Откуда ты?»                           | Namirmiutauyutin?    | /namiɢmiutaujutin/     |
| «Где я?»                               | Namiitunga?          | /namiːtuŋa/            |
| «Кто тот человек?»                     | Kina taamna?         | /kina taːmna/          |
| «Где магазин?»                         | Nauk niuvirvik?      | /nauk niuviɢvik/       |
| «Сколько это стоит?»                   | Una qaffitaalauyuk?  | /una qafːitaːlaujuk/   |
| «У тебя есть телефон?»                 | Talafuutiqaqtutin?   | /talafuːtiqaqtutin/    |
| «У тебя есть камера?»                  | Piksaliutiqaqtutin?  | /piksaliutiqaqtutin/   |
| «Ты можешь это обрезать?»              | Una pilakaalaaqtan?  | /una pilakaːlaːqtan/   |
| «Хочешь пойти на прогулку?»            | Pihuuyarumayutin?    | /pihuːjaɢumajutin/     |
| «Это хорошо»                           | Una pinniqtuq        | /una pinːiqtuq/        |
| «Я иду на работу»                      | Havagiarniaqpunga    | /havagiaɢniaqpuŋa/     |
| «Я сейчас иду домой»                   | Angilrauniaqpunga    | /aŋilɢauniaqpuŋa/      |
| «Я голоден»                            | Kaagliqpunga         | /kaːgliqpuŋa/          |
| «Мне нужна помощь (помогите мне)»      | Ikayullannga         | /ikajulːanŋa/          |
| «Они мне нравятся»                     | Aliagiyatka taapkua  | /aliagijakta /taːpkua/ |
| «Увидимся завтра»                      | Aqaguttauq           | /aqagutːauq/           |
| «Меня зовут ...»                       | Atira …              | /atiɢa/                |
| «У меня есть дочь»                     | Paniqaqpunga         | /paniqaqpuŋa/          |
| «У меня есть сын»                      | Irniqaqpunga         | /iɢniqaqpuŋa/          |
| «Спасибо (thanks)»                     | Quana                | /quana/                |
| «Спасибо / Благодарю тебя (thank you)» | Quanaqqutin          | /quanaqːutin/          |
| «Спасибо большое»                      | Quanaqpiaqqutin      | /quanaqpiaqːutin/      |
| «Не за что»                            | Naammaktak           | /naːmːaktak/           |
| «Можно спросить?»                      | Apirillaglagin?      | /apiɢilːaglagin/       |
| «Один»                                 | Atauhiq              | /atauhiq/              |
| «Два»                                  | Malruuk              | /malɢuːk/              |
| «Три»                                  | Pingahut             | /piŋahut/              |
| «Четыре»                               | Hitaman              | /hitaman/              |
| «Пять»                                 | Talliman             | /talliman/             |
| «Нож»                                  | Havik                | /havik/                |
| «Вилка»                                | Kauraut              | /kauɢaut/              |
| «Ложка»                                | Aluut                | /aluːt/                |
| «Тарелка»                              | Akkiutaq             | /akkiutaq/             |
| «Чашка»                                | Qallut               | /qallut/               |
| «Вот и всё!»                           | Taima!               | /taima/                |

## Список сокращений
- DECL — утвердительное предложение
- TR / INTR — переходность / непереходность
- 1, 2, 3 — лицо
- SG / DU / PL — единственное / двойственное / множественное число
- ERG / REL / ABS / TERM — эргативный, релятивный, абсолютивный, терминальный падежи
- PSSM — обладаемое
- POSS — обладатель

## Образец текста
Статья 1 Всеобщей декларации прав человека:

Tamaita inuit inuuhimayut akiitut aadjikiikhutiklu pittiaqnikkut uvalu pilaagutinik. Kingguguqpaktut huuq ulamniriipkutiniklu qanuriliuqtukhaugaluitlu aniqataqniqmit.
Перевод:

Все люди рождаются свободными и равными в своём достоинстве и правах. Они наделены разумом и совестью и должны поступать в отношении друг друга в духе братства.